# Stevia

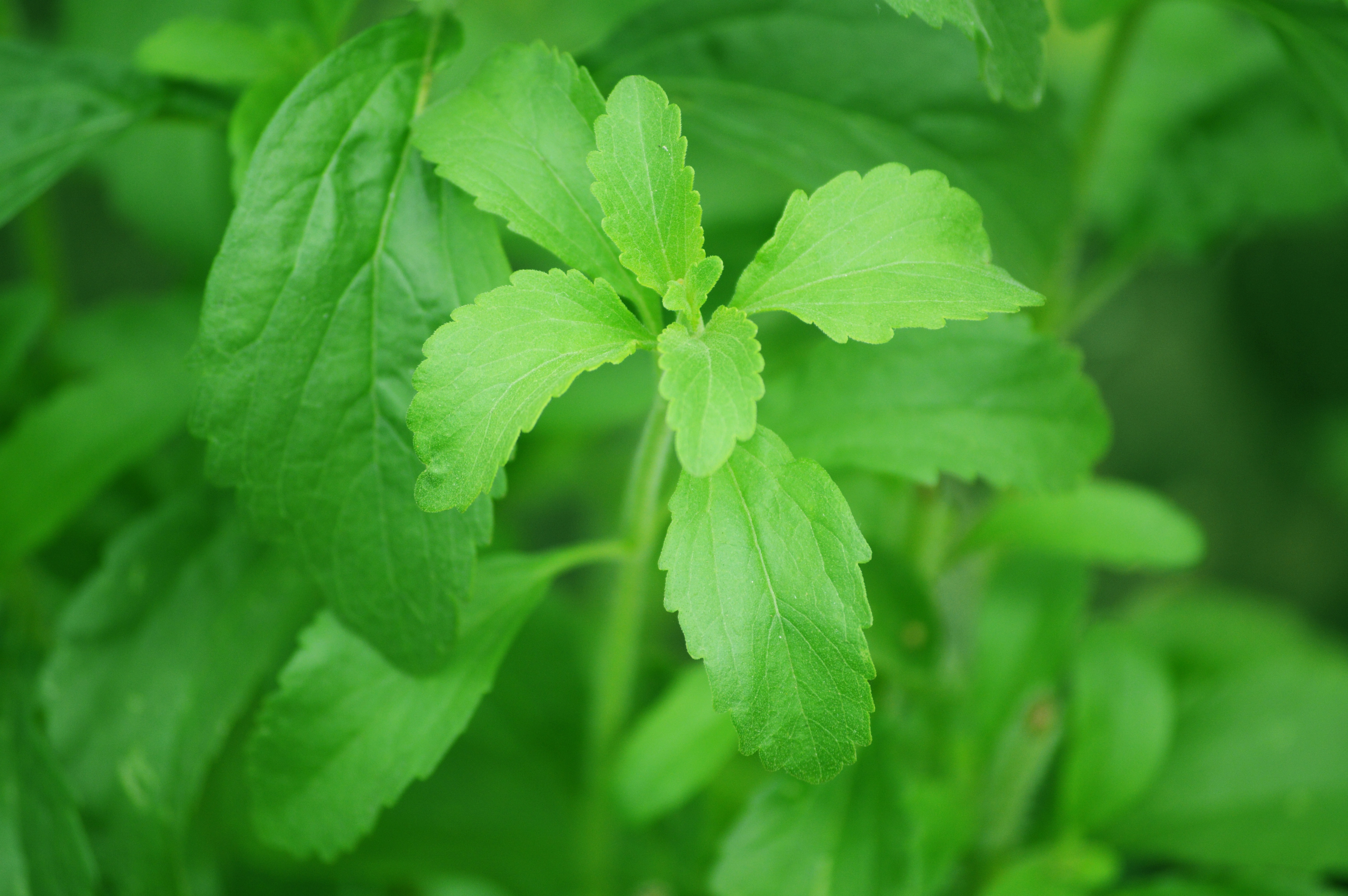
Stevia rebaudiana, Kulturpflanze

Strukturformel von Steviosid, dem Hauptinhaltsstoff von Stevia

Stevia ist ein aus der Pflanze Stevia rebaudiana („Süßkraut“, auch „Honigkraut“) gewonnenes Stoffgemisch, das als Süßstoff verwendet wird. Es besteht hauptsächlich aus Steviolglycosiden, wie dem Diterpenglycosid Steviosid (ungefähr 10 % der Trockenmasse der Blätter), Rebaudiosid A (2 bis 4 %) und sieben bis zehn weiteren Steviolglycosiden. Die Anteile der enthaltenen Steviolglycoside unterscheiden sich nach Anbaugebiet und Pflanzensorte. Weitere Anteilsabweichungen entstehen, da Hersteller von Tafelsüße auf Steviolglycosid-Basis meist den Rebaudiosid-A-Anteil wegen des zuckerähnlichen Geschmacks erhöhen. Dem lakritzartigen Geschmack der Pflanze wird bei der Herstellung des Süßstoffgemisches durch Isolierung der süßenden Bestandteile und anschließende Komposition entgegengewirkt. Steviaprodukte können – als reines Rebaudiosid A – eine bis zu 450-fache Süßkraft von Zucker haben, sind nicht kariogen und für Diabetiker geeignet.
Steviolglycoside sind unter der E-Nummer E 960 in der EU seit dem 2. Dezember 2011 als Lebensmittelzusatzstoffe zugelassen. Ein Jahr vor der Zulassung konnte aus Studien der Europäischen Behörde für Lebensmittelsicherheit (EFSA) für Stevia weder eine Genotoxizität noch eine krebserregende Wirkung nachgewiesen werden. Auch negative Auswirkungen auf die Fruchtbarkeit und Fortpflanzungsorgane des Menschen konnten nicht festgestellt werden, was die Voraussetzung zur EU-Zulassung war. Vorausgegangen war ein gemeinsamer Antrag der Morita Kagaku Kōgyō K.K. (Japan), der Cargill Incorporated (USA) und der EUSTAS (European Stevia Association, Spanien).

## Geschichte
Stevia rebaudiana, kurz Stevia genannt, ist eine in Südamerika beheimatete Pflanze, die als Staude im Gebiet der Amambai-Bergkette im paraguayisch-brasilianischen Grenzgebiet wächst. Die stark süßende Wirkung war bereits den Ureinwohnern bekannt. 1887 entdeckte Moises Giacomo Bertoni, ein Schweizer Botaniker, die Pflanze. Die Inhaltsstoffe wurden erstmals 1900 durch Ovidio Rebaudi isoliert. Bertoni gab der Pflanze 1905 den Namen Stevia rebaudiana Bertoni. Bertoni erkannte die süßende Wirkung: „Bertoni hatte schon 1901 beschrieben, dass ein paar kleine Blätter ausreichend sind, um eine Tasse starken Kaffees oder Tees zu süßen.“ ()
In den 1920er Jahren wurde Stevia in großen Plantagen in Brasilien und Paraguay kultiviert. 1931 wurden in Europa erste physiologische Studien von Pomeret und Lavieille veröffentlicht. Diese belegten, dass Stevioside bei Kaninchen, Meerschweinchen und Hühnern nicht toxisch sind und nicht resorbiert werden. In Europa begann der Stevia-Anbau spätestens während des Zweiten Weltkriegs, unter der Leitung des Royal Botanical Gardens in Kew, aber das Projekt wurde in der Zeit nach dem Krieg aufgegeben. 1952 bestimmte das US-amerikanische National Institute of Arthritis and Metabolic Diseases die Hauptbestandteile des Naturstoffextraktes.

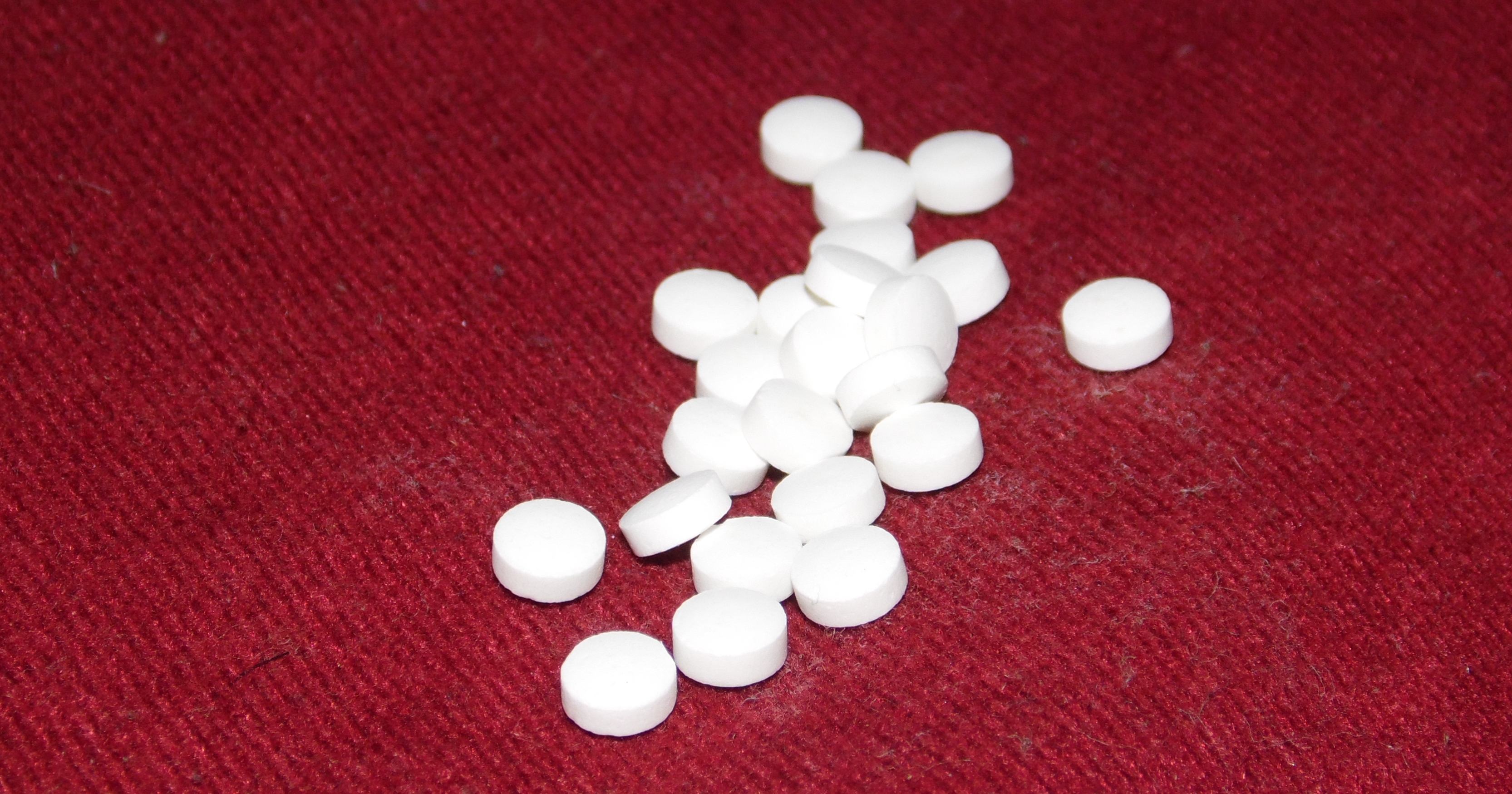
Steviaextrakte gepresst in Tablettenform

1954 begann in Japan der Stevia-Anbau in Treibhäusern, und 1971 wurde von Morita Kagaku Kogyo, einem der führenden Extrakthersteller in Japan, erstmals ein Stevia-Extrakt als Zuckerersatzstoff in Japan zugelassen. Ebenfalls in den 1970er Jahren wurde Stevia in China bekannt. 1981 betrug der Verbrauch in Japan bereits 2000 Tonnen.
- 1982: P.J. Medon u. a., Pharmacy College of the University of Chicago, Illinois, USA. Steviol ist mutagen[12]
- 1985: John M. Pezzuto u. a.: Metabolically activated steviol, the aglycone of stevioside, is mutagenic.[13] Keine Zulassung in der EU.

### Zulassungs-Historie
- 1997: Bei der belgischen Behörde für Ernährung wird ein Antrag auf Zulassung der Stevia-Pflanze und ihrer getrockneten Blätter als neuartige Lebensmittel bzw. neuartige Lebensmittelzutaten gestellt.[14]
- 22. Februar 2000: Die Zulassung von Stevia wird aus Gründen der Lebensmittelsicherheit mit Entscheidung 2000/196/EG der Europäischen Kommission verwehrt.[15]
- 2007: Coca-Cola reicht 24 Patentanmeldungen basierend auf Stevia als Süßstoff ein.[16]
- ab August 2008: provisorische Einzelbewilligungen für Steviolglycoside gemäß Art. 2 Abs. 1 der Verordnung über die in Lebensmitteln zulässigen Lebensmittelzusatzstoffe (ZuV; SR 817.022.31) in der Schweiz.[17]
- Oktober 2008: Zulassung in Australien und Neuseeland
- Dezember 2008: Zulassung in den USA des Bestandteiles Rebaudiosid A in Süßungsmitteln als Lebensmittelergänzungsstoff durch die Food and Drug Administration.[18][19]
- August 2009: Frankreich hat per Dekret für einen Zeitraum von zwei Jahren ein Stevia-Extrakt aus mindestens 97 Prozent Rebaudiosid A als Süßungsmittel für bestimmte Lebensmittel zugelassen; je nach Art des Lebensmittels sind außerdem unterschiedliche Höchstmengen für den Einsatz von Rebaudiosid A festgelegt. Die Zulassung gilt nur innerhalb Frankreichs. Nach Deutschland zum Beispiel durften die mit Rebaudiosid A gesüßten Lebensmittel nicht vertrieben werden.[20]
- April 2010: Die Europäische Behörde für Lebensmittelsicherheit hat eine tägliche Aufnahmemenge von bis zu 4 mg „Stevioläquivalenten“.[A 1] pro kg Körpergewicht als unbedenklich bewertet.[21]
- Dezember 2011: Zulassung von E 960, das sind Stevioglycoside mit mindestens 95 % Rebaudiosid-A-Anteil, in der gesamten EU.[5][6] Die Vermarktung der Steviapflanze oder der -blätter ist nicht zugelassen, da (noch) nicht alle Inhaltsstoffe bekannt sind.

### Verbreitung
Steviablätter werden seit Jahrhunderten von der indigenen Bevölkerung Paraguays und Brasiliens bei der Zubereitung von Speisen und Getränken und als Heilpflanze verwendet. Die Guaraní-Indianer nennen es ka'a he'ẽ (Süßkraut).
Heute werden Blätter oder die pulverisierten Blätter verwendet, wobei ein Viertel Teelöffel reicht, um eine Tasse zu süßen. Neben extrahiertem Pulver werden auch Tabletten, Kapseln, wässrige oder alkoholische Lösungen verwendet.
Stevia wird in vielen Gebieten Süd- und Zentralamerikas, Israels, Thailands und der Volksrepublik China zur Süßstoffgewinnung angebaut und verwendet. Auch in Japan sowie seit Oktober 2008 in Neuseeland und Australien ist Stevia zugelassen. In der Schweiz wurde im August 2008 vom Bundesamt für Gesundheit (BAG) ein Einzelantrag genehmigt, wonach in der Schweiz der Energie-Drink der Firma Storms mit Stevia gesüßt zum Verkauf angeboten werden darf. Ende April 2009 kündigte das größte Schweizer Einzelhandelsunternehmen Migros an, ab sofort Getränke der Marke Sarasay zu verkaufen, die ausschließlich mit Stevia gesüßt sind. In den Vereinigten Staaten von Amerika ist Stevia als Nahrungsergänzung seit 1995 wieder erlaubt. Nach Europa wurden seit 1986 viele Tonnen Steviablätter und Steviolglycoside importiert und dort konsumiert. Trotzdem gilt es seit 1997 als Novel-Food und wurde 2001 auf Grund fehlender wissenschaftlicher Informationen zur gesundheitlichen Unbedenklichkeit als Lebensmittel vom Markt genommen.
In Rumänien wird die ebenfalls als Stevia bezeichnete Pflanze Rumex patientia seit Jahrhunderten in der traditionellen Küche verwendet und ähnlich wie Spinat oder Brennnessel zubereitet (gekocht, gebraten, Aufläufe, Rouladen – Sarmale etc.). Die Pflanze gehört zur Gattung Rumex (Ampfer) und ist nicht mit Stevia rebaudiana verwandt.

## Vermarktung
Stevia wird meistens als Ersatz für Zucker oder synthetisch hergestellte Süßstoffe verwendet und als „gesündere“ Alternative vermarktet. In Stevia-Produkten wird mittels veränderter Rezeptur versucht, die ursprüngliche Süße sowie den Geschmack beizubehalten, wobei Zucker und Süßstoffe durch Steviolglycoside ersetzt werden. Folglich wird Stevia meist in sehr stark zuckerhaltigen Produkten und Süßspeisen verwendet.

### Mischprodukte mit herkömmlichem Zucker
Produkte mit einer Kombination von Zucker und Stevia nennt man „Steviasucroseprodukte“. Nordzucker brachte im Dezember 2012 als erster Hersteller einen Haushaltszucker auf den Markt, der aus herkömmlichem Zucker und kalorienfreier Steviasüße hergestellt ist. Bei der Herstellung wird der aus Zuckerrüben gewonnene Zucker mit Steviolglycosid gemischt. Nordzucker und der malaysische Konzern Pure Circle betreiben seit 2011 das Gemeinschaftsunternehmen NP Sweet, das Steviaprodukte entwickelt und vermarktet.

### Enzymatisch verändertes Stevia
Um den bitteren Geschmack zu reduzieren, kann Stevia mit dem Enzym Cyclodextrin-Glucanotransferase behandelt werden. Das Enzym wird aus dem Bakterium Geobacillus stearothermophilus hergestellt. Dazu wird der Pflanzenextrakt mit Dextrin vermischt und zusammen mit dem Enzym erhitzt. Die Mischung reagiert für 20 bis 40 Stunden. Danach wird das Enzym durch Kochen zersetzt. Anschließend wird das Gemisch mit α- und β-Amylasen behandelt und nochmals gereinigt. Durch die Enzymbehandlung entstehen Verbindungen aus Glucose und den Glycosiden aus der Steviapflanze mit dem Namen α-glycolisierte Steviol-Glycoside In den USA sind einige Produkte mit enzymatisch verändertem Stevia als „Generally Recognized As Safe“ (GRAS) zugelassen, in der EU sind diese Produkte nicht zugelassen.

### Schokolade und Marmelade mit Stevia
Bei Schokolade müssen die Rezepturen umfassend modifiziert werden, weil die Stevia-Süßstoffe im Vergleich mit Kristallzucker ein viel geringeres Volumen haben. Im Frühjahr 2012 brachte der belgische Hersteller Cavalier zusammen mit dem Schweizer Unternehmen Barry Callebaut eine Schokolade auf den Markt, die mit Stevia-Extrakt anstatt Zucker gesüßt ist. Seit April 2012 bietet Zentis eine mit Stevia gesüßte Konfitüre mit 30 Prozent geringerem Brennwert als bei herkömmlichen Produkten an.

### Keine EU-Zulassung für Kekse oder Gebäck
Die EU-Kommission schreibt Höchstmengen bei der Dosierung für einen unschädlichen Verzehr vor. Stevia-Süßstoffe dürfen nicht mehr als 30 Prozent des Zuckers ersetzen. Für viele Produktbereiche wie Kekse oder Gebäck ist Stevia als Süßungsmittel von der EU-Kommission nicht zugelassen.

### Getränke mit Stevia: Tee, Limonaden, Fruchtsäfte
Seit Jahrhunderten wird Stevia in Paraguay und Brasilien zum Süßen von Nahrungsmitteln und Tee verwendet. In Japan und den USA werden Limonaden, Fruchtsäfte, Joghurt oder Bonbons mit dem Stevia-Extrakt gesüßt. Die Coca-Cola Company, die zusammen mit Cargill die EU-Zulassung für Stevia vorangetrieben hatte, testete im Jahre 2012 in Deutschland mit Stevia gesüßte Getränke, um den Markt zu sondieren, und bot seit Januar 2015 mit Coca-Cola Life ein eigenes Produkt an. Dieses Produkt enthielt zusätzlich allerdings auch Zucker, denn zum einen weisen Steviolglycoside einen bitteren Nachgeschmack auf, wenn sie hoch konzentriert sind, zum anderen hat die Europäische Kommission Höchstmengen festgelegt, als sie Steviolglycoside als Lebensmittelzusatzstoff auf dem europäischen Markt zugelassen hat.
Im April 2015 brachte auch Fritz-Kola ein Produkt mit Stevia auf den Markt. Der Hersteller ersetzt die Hälfte des Zuckers mit Steviolglycosiden, so dass auch dieses Getränk noch Zucker enthält.

## Wirkungen

### Süßungswirkung

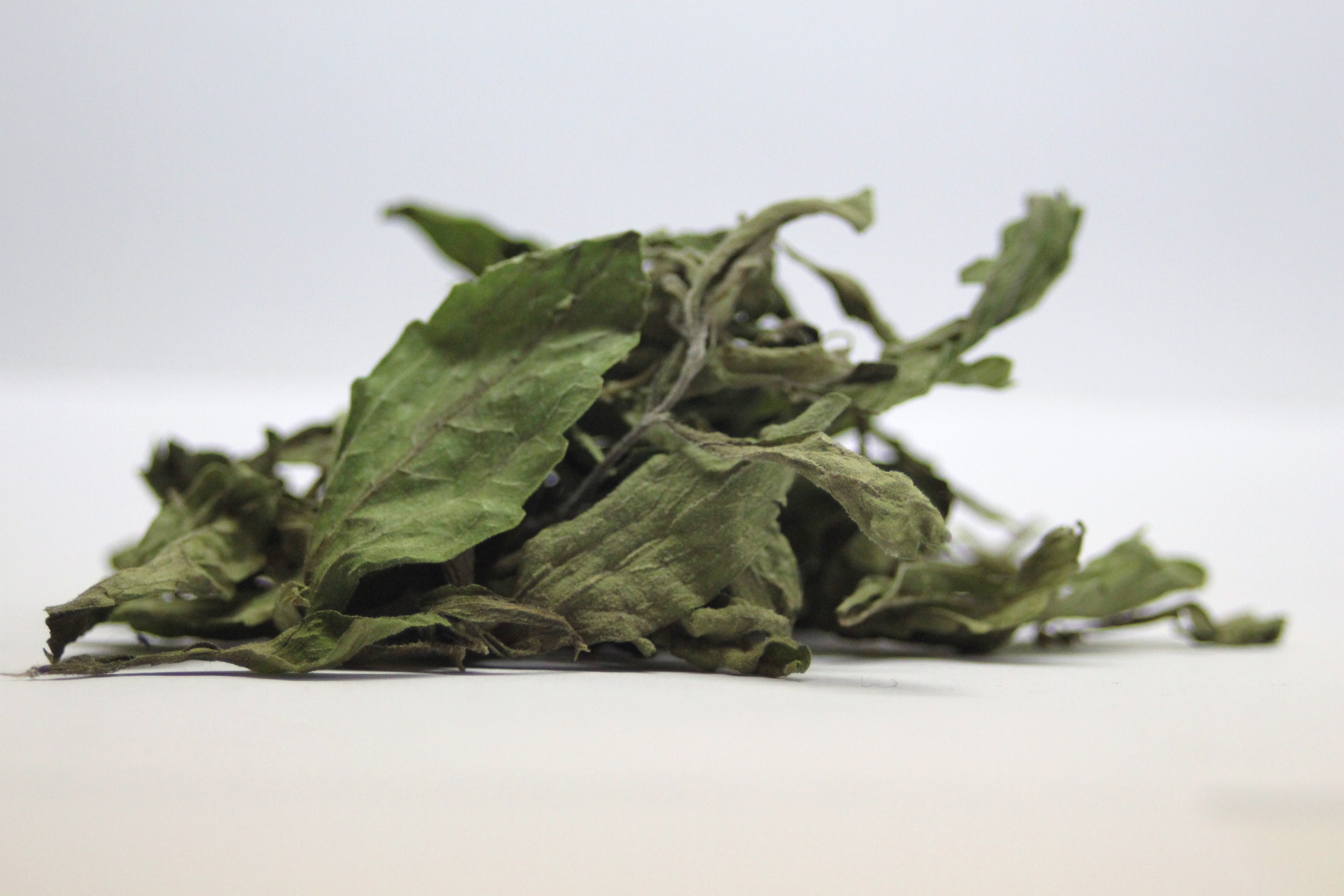
Getrocknete Stevia-Blätter

Die Bestandteile, die für die Süße der Steviablätter verantwortlich sind, wurden 1931 wissenschaftlich erforscht. Dabei handelt es sich – abhängig von der Sorte – um neun bis zwölf verschiedene Glycoside, die alle Steviol oder sehr ähnliche Kaurane als Aglycon enthalten. Die Hauptsüßkraft geht dabei von Steviosid und Rebaudiosid A aus. Diese weisen gegenüber einer 0,4-prozentigen Saccharose-Lösung eine 300- bzw. 450-fache Süßkraft auf. Gegenüber einer vierprozentigen Saccharose-Lösung ist sie immer noch 150-fach so groß und gegenüber einer zehnprozentigen Saccharose-Lösung immer noch 100-fach. Andere süße Bestandteile sind Steviolbiosid, Rebaudiosid C, D, E und F sowie Dulcosid A. Das Steviosid hat bei der Sorte Creola mit 6 bis 18 Prozent den größten Anteil an den in Steviablättern gefundenen Wirkstoffen. Daraus ergibt sich für die Blätter eine Süßkraft, die ungefähr dreißigmal größer ist als die von Zucker.
Es ist bekannt, dass Rebaudiosid A die besten sensorischen Eigenschaften aller vier Hauptglycoside aufweist (am süßesten, wenig bitter). Enzymatisch modifiziertes Steviosid (Glucosylsteviosid), das nahezu 100 % Rebaudioside enthält, hat keinen bitteren Bei- oder Nachgeschmack. Solche Extrakte sind weder in den USA noch in Europa verkehrsfähig.
In einer Publikumsbefragung im Fernsehen wurde die Süße von Stevia im direkten Vergleich mit denselben Produkten, die mit Zucker gesüßt sind, unterschiedlich wahrgenommen. Bei einigen Lebensmitteln wurde die Süße von Zucker, bei anderen die von Stevia als angenehmer empfunden, die Wahrnehmung unterscheidet sich aber auch individuell je nach Geschmack der Testperson. Generell eignet sich Stevia dort nicht, wo der Zucker als Volumenmenge benötigt wird, wie es in vielen Kuchenrezepten der Fall ist. Gegebenenfalls müssen entsprechende Rezepte angepasst werden. Problematisch kann auch der Eigengeschmack der Auszugsmittel sein, mit deren Hilfe der Süßstoff aus den Blättern gelöst wird. Vertreter der Zuckerindustrie sind sich deshalb sicher, dass Stevia auch mit der erfolgten Zulassung als Lebensmittelzusatzstoff den Zucker nicht überall und nicht vollständig ersetzen könne.
Die 2011 von der Europäischen Union als Süßungsmittel zugelassenen Steviaprodukte haben den Nachteil, einen lang anhaltenden bitteren Nachgeschmack zu erzeugen. Der bittere Beigeschmack der Steviolglycoside entsteht, indem die Glycoside neben dem Rezeptortyp, der für die Wahrnehmung von süßem Geschmack zuständig ist, zwei Bittergeschmacks-Rezeptortypen auf der menschlichen Zunge aktivieren. Forschungen gehen dahin, den Bittergeschmack von Stevia-Produkten schon früh zu minimieren. Beispielsweise könnten züchterische Maßnahmen oder auch Reinigungsprozesse bei der Gewinnung der Stevia-Produkte auf die besten Süßungskandidaten abzielen.

### Andere physiologische Wirkungen
Wissenschaftliche Studien haben zudem gezeigt, dass Stevia eine blutdrucksenkende und -zuckersenkende Wirkung hat.

### Mögliche Wirkungen auf das Mikrobiom
In einer in-vitro-Studie wurden Hinweise darauf gefunden, dass Stevia einen inhibierenden Effekt auf das Quorum sensing von Bakterien des Mikrobioms haben kann; eine bakteriozide Wirkung konnte nicht gefunden werden.

## Beurteilung und Zulassung

### Kontroverse über mögliche Risiken
Die Kontroverse um Stevia begann in den USA 1985 mit der Veröffentlichung der Forschungsergebnisse von John Pezzuto und Mitarbeitern vom Pharmazie College der Universität Chicago, Illinois, die zeigten, dass ein Steviosid-Stoffwechselprodukt, Steviol, in Gegenwart zweier stoffwechselanregender Substanzen mutagen (erbgutverändernd) wirkt. Aufgrund dieser und weiterer Studien in den USA wurden 1991 Steviaprodukte und ihre Einfuhr in die USA von der Food and Drug Administration verboten.
Diesen Studienergebnissen wurde durch eine Vielzahl späterer Studien widersprochen: In den folgenden Jahren haben Bioassays, Zellkulturen und Tierversuche andere Ergebnisse in Bezug auf Toxikologie und Nebenwirkungen von Stevia-Bestandteilen gezeigt. Während nur einzelne Berichte feststellten, dass Steviol und Stevioside schwach erbgutverändernd seien, zeigt der Großteil der Studien, dass Stevia ohne schädliche Auswirkungen als Süßstoff verwendet werden kann. In einem Überblick aus dem Jahre 2008 zeigten 14 von 16 zitierten Studien keine genotoxische Aktivität für Steviosid. 11 von 15 Studien wiesen keine genotoxische Aktivität für Steviol aus, und keine einzige Studie ergab eine Genotoxizität für Steviosid. Es wurden also keine Beweise gefunden, dass Stevia-Bestandteile Krebs oder Geburtsfehler verursachen könnten.
Seit 1995 ist dieses Verbot von Stevia-Produkten daher teilweise aufgehoben, so dass Stevia-Produkte als diätetische Lebensmittelergänzungen verwendet werden dürfen, nicht aber allgemein als Lebensmittelzusätze. In Japan wird Stevia allerdings seit den 1970er Jahren zum Süßen von Tee, Softdrinks, Zahnpasta, Kuchen und Bonbons genutzt.
Die der WHO vorliegenden Studien bezüglich der Auswirkungen von Steviol in vivo haben noch keine Hinweise auf mutagene Wirkungen am Menschen ergeben. Im Tierversuch an Ratten, Hamstern und Mäusen wurde eine akute und subchronische Toxizität gezeigt, die zwar sehr niedrig war, aber Zweifel an der Anwendungssicherheit weckt. Da sich in weiteren Studien an Ratten deutlich negative Auswirkungen auf den männlichen Genitaltrakt zeigten, sollte auch die Auswirkung auf die menschliche Fertilität genauer überprüft werden. In Japan und Brasilien werden Steviaprodukte seit mehr als 25 Jahren in großen Mengen, auch industriell und von multinationalen Konzernen, verkauft und angewendet. Dabei seien keine gesundheitsschädigenden Wirkungen beobachtet worden. Auch die angeblich jahrhundertelange Verwendung in Südamerika sei, so die Steviabefürworter, ein Beweis für die Harmlosigkeit.
Untersuchungen zur Wirkung von Steviaextrakten auf die Fertilität beim Menschen liegen nicht vor. Studienergebnisse bei der Ratte zeigten uneinheitliche Ergebnisse. Erste Hinweise zu dieser Frage stammen aus den 1960er Jahren. Die Wirkung von Stevia auf die Fertilität gilt daher als wissenschaftlich nicht erwiesen und wird kontrovers diskutiert.
Beim eigentlichen Süßstoff, dem Steviosid, konnte keine mutagene oder genotoxische Wirkung nachgewiesen werden. Die Blätter selbst sind auch nicht giftig. Die Mutagenität des Abbauprodukts von Steviosid, Steviol, ist umstritten. In einigen Studien wurden fruchtschädigende und mutagene Wirkungen in Hamstern und Ratten beschrieben, außerdem eine Mutagenität in vitro. Ralf Pude vom Institut für Nutzpflanzenwissenschaften der Universität Bonn hält dagegen, dass die Dosierungen in den Versuchen so hoch gewesen seien, dass – auf den Menschen übertragen – ein Erwachsener täglich mehr als die Hälfte seines Körpergewichts an frischen Steviablättern hätte zu sich nehmen müssen – in diesen Mengen wäre auch Zucker gefährlich. Tatsächlich nähme ein Erwachsener, wenn man den gesamten durchschnittlichen täglichen Zuckerkonsum (ca. 130 g) durch Stevioside ersetzte, nur etwa 400 mg davon zu sich, was in Steviablättern etwa 4 g (bei angenommenen 10 % Steviosidgehalt) bedeutet.

### Rechtslage in der Europäischen Union
In der EU wurde Stevia als erste Pflanze der Novel-Food-Verordnung unterstellt, nachdem auch ein Zulassungsantrag aus Belgien gescheitert war. Der Wissenschaftliche Lebensmittelausschuss der EU-Kommission, der über die gesundheitliche Unbedenklichkeit von Stevia befinden sollte, kam zu der Schlussfolgerung, dass „die Pflanze, wie auch Auszüge daraus, auf Grundlage der wenigen augenblicklich verfügbaren Daten“ als Lebensmittel nicht zulassungsfähig sei und daher nicht als Lebensmittel in Verkehr gebracht werden dürfe.
Dennoch war es auch ohne Zulassung möglich, in diversen Reformhäusern oder Apotheken Stevia als Badezusatz zu erwerben. Es unterlag demnach der deutschen Kosmetik-Verordnung. Jedoch wurde Stevia auch in Form von Süßstoffspendern neben vergleichbaren Produkten im Einzelhandel angeboten und auch ohne eindeutige Verkehrsbezeichnung deklariert. Verbraucherschützer hielten dies für irreführende Werbung.
1998 bis 2002 finanzierte die EU ein Forschungsprojekt, mit dem der Anbau von Stevia rebaudiana bertoni in Griechenland, Italien, Portugal und Spanien optimiert werden sollte. Ziel war es, die Subventionierung für den Tabakanbau auf gesundheitlich günstigere Pflanzen umzustellen.
Im April 2011 urteilte der Europäische Gerichtshof, dass die Entscheidung 2000/196/EG der Kommission keine Wirkung gegenüber Dritten habe, also nicht allgemein verbindlich sei. Demnach kann der Bayerische Verwaltungsgerichtshof München (BayVGH) frei dazu entscheiden, ob es sich bei den Blättern der Stevia überhaupt um ein neuartiges Lebensmittel (engl.: „Novel-Food“) oder ein übliches Lebensmittel handelt.
Der deutsche Süßstoffverband sah der Einführung „erwartungsvoll entgegen“. Man nahm an, das Marktpotential könnte in den USA 700 Millionen Dollar erreichen, entsprechend hoch waren die Erwartungen für den europäischen Markt.
Im November 2011 erlaubte die EU-Kommission die Verarbeitung des natürlichen Stevia-Süßstoffs Steviolglycosid in Lebensmitteln und Getränken. Die Verordnung trat am 2. Dezember 2011 in Kraft.

#### Österreich
Im österreichischen Parlament brachte am 20. Mai 2009 Norbert Hofer (FPÖ) einen Antrag für die Zulassung von Stevia ein.
Im Jahr 2006 begann die Firma Reisenberger, ein Unternehmen, das mit Zusatzstoffen im Human- und Veterinärbereich handelt und als einziges österreichisches Unternehmen Mitglied der EUSTAS ist, mit der Universität für Bodenkultur in Wien ein Forschungsprojekt und suchte dabei um eine europaweite Zulassung von Stevia als Lebensmittelzusatz an. Im Dezember 2011 wurde diese Zulassung erteilt.

#### Deutschland
In einem seit 2002 laufenden Rechtsstreit zwischen der Mensch & Natur AG und Bayern entschied 2004 das Verwaltungsgericht München, dass die Firma ihr Sortiment von Kräuter-, Gewürz- und Früchteteemischungen mit der Zutat von getrockneten Blättern der Stevia rebaudiana aus ökologischem Anbau weiter vermarkten darf. Gegen dieses Urteil legte Bayern Berufung vor dem Bayerischen Verwaltungsgerichtshof (BayVGH) ein. In mündlicher Verhandlung am 29. Juni 2009 entschied der BayVGH, zwei Fragen, die sich in dem Verfahren stellen, dem insoweit zuständigen Europäischen Gerichtshof (EuGH) zur Vorabentscheidung vorzulegen und so lange das Berufungsverfahren auszusetzen. Im September 2011 erreichte die Molkerei Scheitz aus Andechs in einem Eilverfahren am Verwaltungsgericht München, dass man ihr den Vertrieb ihres mit Stevia-Tee gesüßten Joghurts nicht untersagen darf.

#### Frankreich
Wie bereits am 16. Juni 2009 von der französischen Agentur für Lebensmittel- und Verbrauchersicherheit (AFSSA) angekündigt, wurde mit einem Erlass vom 26. August 2009 Rebaudiosid A mit einer Reinheit von 97 % als Lebensmittelzusatzstoff in Frankreich vorerst für eine Dauer von zwei Jahren zugelassen.

### Rechtslage in der Schweiz
In der Schweiz wurde Ende August 2008 die bisher an die EU angelehnte Praxis gelockert, als das Bundesamt für Gesundheit (BAG) dem Freiburger Getränkeproduzenten STORMS erlaubte, ein Produkt mit Stevia-Extrakt zu süßen. Da das Expertengremium der Ernährungs- und Landwirtschaftsorganisation (FAO) und der Weltgesundheitsorganisation (WHO), der Gemeinsame FAO/WHO-Sachverständigenausschuss für Lebensmittelzusatzstoffe (JECFA) neue Untersuchungsergebnisse vorgelegt habe, will das BAG fortan die Verwendung von Stevia-Extrakt auf Gesuch hin bewilligen, sofern eine Notwendigkeit für dessen Nutzung vorliege. Infolge dieser Praxis sind seit Beginn des Jahres 2010 zahlreiche Produkte in der Schweiz mit Stevia als Süßstoff erhältlich. Die Firmen Assugrin und MedHerbs-Schweiz verkaufen zudem bei den großen Detailhändlern Stevia-Süßstoff als Pulver oder Tabletten. Für viele Hersteller ist die Schweiz ein Stevia-Testmarkt.

### Empfehlung der FAO und der WHO
Das Expertengremium der Ernährungs- und Landwirtschaftsorganisation (FAO) und der Weltgesundheitsorganisation (WHO), der Gemeinsame FAO/WHO-Sachverständigenausschuss für Lebensmittelzusatzstoffe (JECFA) kam auf der Grundlage von Studien im Juni 2004 zu dem Schluss, Steviosid bis zu einer täglichen Höchsteinnahmemenge von 2 mg/kg Körpergewicht für den menschlichen Gebrauch vorläufig als unbedenklich zu bezeichnen. Eine Aufgabe der Kommission ist es, die gesundheitliche Bedenklichkeit von Lebensmittelzusatzstoffen einzuschätzen und Empfehlungen für deren Verwendung zu geben. Hierzu gehören Festlegungen über die Reinheit der Zusatzstoffe sowie deren erlaubte Tagesdosis.
Inzwischen (69. Treffen 2008 in Rom) wurde für Stevia bzw. für den Extrakt eine erlaubte Tagesdosis festgelegt. Für Steviolglycoside wurde die 2004 vorläufige erlaubte Tagesdosis nach der Eingabe zusätzlicher wissenschaftlicher Studien am 4. Juli 2008 auf 4 mg/kg Körpergewicht – bezogen auf Steviol („Stevioläquivalente“) – pro Tag verdoppelt.